# Protosticta taipokauensis
Protosticta taipokauensis – gatunek ważki z rodziny Platystictidae.